# Nitocra blochi
Nitocra blochi är en kräftdjursart som beskrevs av Soyer 1974. Nitocra blochi ingår i släktet Nitocra och familjen Ameiridae. Inga underarter finns listade i Catalogue of Life.